# Daup
Daup is een bestuurslaag in het regentschap Bangli van de provincie Bali, Indonesië. Daup telt 681 inwoners (volkstelling 2010).